# كريستوفر فلين
كريستوفر فلين (بالإنجليزية: Christopher Flynn)‏ (5 نوفمبر 1987 في المملكة المتحدة - ) هو لاعب كرة قدم بريطاني في مركز الدفاع. شارك مع منتخب ويلز تحت 19 سنة لكرة القدم ومنتخب ويلز تحت 21 سنة لكرة القدم. أما مع النوادي، فقد لعب مع كامبريدج يونايتد ونادي كرو ألكساندرا وEastwood Town F.C. ‏ وNantwich Town F.C. ‏ وستافورد رينجرز ونورثويتش فيكتوريا.

## وصلات خارجية
- كريستوفر فلين على موقع قاعدة بيانات كرة القدم.إي يو (الإنجليزية)
- كريستوفر فلين على موقع Soccerbase.com (لاعب) (الإنجليزية)